# André Antonin
Pour les articles homonymes, voir Antonin.
 (mai 2018).
André Gabriel Antonin est un poète français, né à Alès le 1er juin 1914, mort dans la même ville le 8 octobre 1977.

## Biographie
En septembre 1914, alors qu'André Antonin n'est âgé que de quatre mois, son père est abattu au cours des premiers combats dans la Meuse.
Après avoir intégré l’école normale de Nîmes, il s’installe en région parisienne et poursuit des études parallèles d’Histoire et de Lettres au sein de l'université de la Sorbonne. Professeur de lettres au lycée d'Arsonval de Saint-Maur-des-Fossés, il achève sa carrière au lycée d’Alès, ville où il s’installe définitivement en 1967. Il reprend alors le travail d’écriture, amorcé dans sa jeunesse. Plus de trente années séparent, en effet, La Rose antérieure publiée en 1939, saluée par la critique, notamment Léo Larguier et Pluriel du temps, son premier recueil de maturité, paru en 1970 aux éditions Saint-Germain-des-Prés.
André Antonin a publié tous ses recueils de poésie chez l’éditeur et poète Guy Chambelland qu’il côtoyait fréquemment dans le Gard. Il a collaboré aux principales revues poétiques de son temps.
Il était président de la Société mycologique d’Alès et entretenait une correspondance avec des scientifiques.
Il était le frère du peintre René Aberlenc (1920-1971).

## Extraits
Étranger à soi-même (extrait)

Moi mon visage mes contradictions

encore que je puisse être

n’importe qui

tout ce qui me reste en lambeaux

ma vie plus riche de doutes que de certitudes

la pauvre hélas qui mendie

les rayons de son spectre

Et bien qu’à chaque pas je bute contre moi-même

le jour éclaire mes yeux d’un incendie immémorial

Confondant mes juges

je réussis toujours à sauver mes os

de la liquéfaction de la devanture

Je cours à ma rencontre

À travers cœur je coupe

mais si vite qu’on ne me voit pas bouger
A. Antonin, Derniers poèmes, 1978
Lavoir

laisse aux dépliants du soir

l’ombre entr’ouverte

Laisse à sa fuite

le cœur débile

à la fontaine

le soin de couler

aux miroirs

les bouquets à corrompre

à sa fumée

le sommeil immobile

La vie est courte

Toute de tendresse

Laisse à la vie

Le temps de plonger

Dans sa bonne lessive

Et d’étendre à l’aube

l’image de notre bonheur
A. Antonin, Jour sans merci, 1976

## Publications

### Recueils poétiques
- La Rose antérieure, Editions La Presse à Bras, 1939, dessins à la plume de René Aberlenc.
- Pluriel du temps, Editions Saint-Germain-des-Prés, 1970, gravure de Jean Carton.
- La Mort fond au matin, Editions Chambelland, 1973, lithographie de Paul Collomb.
- Jour sans merci, Editions Chambelland, 1976, lithographie de Guy Bardone.
- Derniers poèmes, Editions La Coïncidence, 1978, (posthume).

### Dans les revues
- Profil poétique des Pays latins, no 20 (1971), Nice.
- Bételgeuse, XXIII (1972), XXIX (1974), XXXII (1975).
- Marginales, nos 146, 147 (1972).
- Le Puits de l’Ermite, no 23 (1974).
- Solaire, no 9 (1975).
- Le Pont de l’Epée, tome 55 (1976).

Et dans :
Sud, Le Journal des poètes (Bruxelles), Multiples, Parallèles, L’Envers et l'Endroit, Evohé, Points et Contrepoints…

## Pour approfondir